# 西宮駅 (JR西日本)
西宮駅（にしのみやえき）は、兵庫県西宮市池田町にある、西日本旅客鉄道（JR西日本）東海道本線の駅である。駅番号はJR-A52。「JR神戸線」の愛称区間に含まれている。

## 概要
阪急西宮北口駅・阪神甲子園駅・西宮駅と並ぶ、西宮市の主要駅の1つ。ただしこれらの駅には利用客数で劣る。また沿線住民は主にこの3駅に分散することもあり、快速停車駅となるまでは隣の甲子園口駅の乗降客数は当駅よりも多かった。
高槻 - 神戸間の快速停車駅では最も利用客が少なく、当駅への快速停車は競合他社への対抗の側面が強くなっている。

## 歴史
西宮は、江戸時代より西宮神社の門前町、西国街道・中国街道の宿場町、そして貿易港・漁港として栄え、人口も多かったため、官設鉄道の大阪駅 - 神戸駅間の鉄道（日本で2番目の鉄道路線）の開通時に西ノ宮駅として開業した。よって関西の駅では最古の駅の一つである。しかし、東海道本線が阪神間を直線で結ぶルートを取ったために、駅は開業時、西宮神社などの市街地から離れた農村の中にあった。また線路が通過することで南北方向の交流が絶たれ、人の流れは東西方向が中心に変わったといわれている。
現在はすべての快速列車が停車するが、以前は通過していた。1957年に東海道本線の快速停車駅を増やすことが検討され、隣の芦屋駅と当駅で新規停車駅をめぐって争いが繰り広げられ（鉄道と政治#停車駅争奪戦・追加運動・臨時停車などを参照）、この時は複々線の内側（電車線）を走る快速列車は芦屋駅、外側線（列車線）を走る快速は当駅に停車させることで決着を見た。2002年3月23日には内側線ホームの12両対応への改築完成で平日朝晩の快速が停車するようになり、2003年12月1日の改正で快速が毎日全列車停車するようになった。これに加えて駅周辺の開発が進んだことで、甲子園口駅との乗降客数の差は急速に縮み、2005年度には逆転した。
駅前の国道2号（阪神国道）上には1926年から1975年まで都市間路面電車である阪神国道電軌→阪神国道線（併用軌道線）が走っていた。同線の国鉄西ノ宮駅最寄り電停は「西宮駅前」で、国鉄駅と異なり「ノ」が入っておらず、また阪神電気鉄道の路線でありながら「西宮駅前」の電停を阪神西宮駅前ではなく当駅前としていた（なお、阪神西宮駅前には「西宮戎」電停があった）。この2つの電停は阪神国道線廃止後に阪神電鉄バス尼崎神戸線（現在の阪神バス尼崎芦屋線）に引き継がれ、「西宮駅前」バス停については、当駅南口前にロータリーが完成した後に「国道JR西宮駅前」に改称され、これに加えてバスはロータリー内の「JR西宮駅前」バス停にも乗り入れるようになった。なお、いずれのバス停も、当駅が「西ノ宮駅」と称していた当時から「西宮駅」と表記されていた。
開業以来、駅名を「西ノ宮」としてきた。旧国鉄の前身にあたる工部省鉄道寮が「東京の人には読めないから」という理由で、同時に開業した三ノ宮駅とともに「ノ」を入れたとも言われるが、これは所在地の地名表記とは異なるものであった。このため西宮市より駅名改称の要望が出されていたが、2007年3月18日のさくら夙川駅の開業を機に、駅名を現在の「西宮」に改称した。西宮市側としては、改称時期を隣接のさくら夙川駅の開業に合わせて費用を減らすとともに、駅周辺整備にほぼ同額を投じた実績などをアピールしたことで、最終的に駅名改称にかかる費用負担分は約50万円で落ち着いた。なお、一方の三ノ宮駅に関しては2016年2月26日に、神戸市が三宮駅への改名要望書をJR西日本に提出したものの、現時点でJR西日本側から特段の動きはない。

### 年表
- 1874年（明治7年）5月11日：官設鉄道の大阪駅 - 神戸駅間の開通と同時に西ノ宮駅として開業[1][2]。旅客・貨物の取り扱いを開始[2]。
- 1895年（明治28年）4月1日：線路名称制定。東海道線（1909年より東海道本線）の所属となる。
- 1924年（大正13年）4月：駅舎改築(木造平家建)。それ以前の駅舎の西方にあたる[10]。
- 1944年（昭和19年）11月15日：阪神武庫川線の当駅 - 洲先駅間の貨物線が開業（西ノ宮駅 - 甲子園口駅間は官設鉄道と阪神との並行区間）。
- 1949年（昭和24年）3月：西宮市の請願により北出口開設[10]。
- 1958年（昭和33年）：阪神武庫川線の当駅 - 洲先駅間の貨物線の営業が休止（1970年に廃止）。
- 1986年（昭和61年）11月1日：貨物の取り扱いを廃止[2]。
  - 駅東側にあるアサヒビール西宮工場や、さらにその東にあった住友セメントのサービスステーションへの専用線があり、貨物輸送が行われていた。
- 1987年（昭和62年）4月1日：国鉄分割民営化によりJR西日本の駅となる[2]。
- 1988年（昭和63年）3月13日：路線愛称の制定により、「JR神戸線」の愛称を使用開始。
- 1995年（平成7年）
  - 1月17日：阪神・淡路大震災により、営業休止。
  - 1月25日：甲子園口駅 - 芦屋駅間の復旧により、営業再開。
- 1997年（平成9年）3月8日：JR神戸線標準接近メロディ「さざなみ」導入[11]。
- 1998年（平成10年） 
  - 2月28日：現在の駅舎に改築（3代目）[12]。エレベーター、エスカレーター設置[12]。自動改札機[13]、電光掲示板導入。
  - 3月14日：外側線の快速を全列車停車にする。
- 2002年（平成14年）
  - 3月23日：内側線の平日朝晩の快速が停車するようになる[4]。
  - 7月29日：JR京都・神戸線運行管理システム導入[14]。
- 2003年（平成15年）
  - 11月1日：ICカード「ICOCA」の利用が可能となる。
  - 12月1日：快速が終日全列車停車となる[5][6]。
- 2007年（平成19年）3月18日：西宮駅に改称[1]。
- 2015年（平成27年）3月12日：入線警告音の見直しに伴い、接近メロディをJR神戸線標準接近メロディ「さざなみ」の音質見直し版に再び変更する[15]。
- 2018年（平成30年）3月17日：駅ナンバリングが導入され、使用を開始する[16]。

## 駅構造
島式ホーム2面4線（12両編成対応）を有する高架駅になっている。改札口は地上より一段下にあるため、地下改札の趣がある。南北双方から出入り可能。
トイレは改札内にある。
直営駅（芦屋駅の被管理駅）。アーバンネットワークエリアに属しており、ICOCA・提携ICカード利用可能駅である。

### のりば
| のりば | 路線     | 方向 | 線路   | 行先                   | 備考               |
| ------ | -------- | ---- | ------ | ---------------------- | ------------------ |
| 1      | JR神戸線 | 下り | 外側線 | 三ノ宮・姫路方面       | 平日朝の快速の一部 |
| 2      | JR神戸線 | 下り | 内側線 | 三ノ宮・姫路方面       |                    |
| 3      | JR神戸線 | 上り | 内側線 | 尼崎・大阪・北新地方面 |                    |
| 4      | JR神戸線 | 上り | 外側線 | 尼崎・大阪・北新地方面 | 朝の快速の一部     |

- 上表の路線名は旅客案内上の名称（愛称）で記載している。
- 当駅に停車しない特急・新快速・貨物列車は、外側線の1・4番のりばを通過していく。後述の列車を除き、停車列車は内側線の2・3番のりばに入るため、1・4番のりばは停車列車のない時間帯は列車通過用としてロープで閉鎖されている。ただし、ダイヤが乱れている時や、なにわ淀川花火大会などのイベント時臨時ダイヤで、通常は内側線を走行する快速列車が外側線を走行し、1・4番のりばに停車することがある。
- 1番のりばに停車する三ノ宮・姫路方面行きは、平日ダイヤで朝に運転される快速のみで、土曜・休日ダイヤで1番のりばに停車する列車はない。
- 4番のりばに停車する大阪方面行きは、平日ダイヤの朝ラッシュ時のすべての快速と、土曜・休日ダイヤの朝の大阪行きの快速のみである。
- 駅構内の両端（1番のりばの南側と4番のりばの北側）に待避線があり、待避する貨物列車など（不定期）がある。

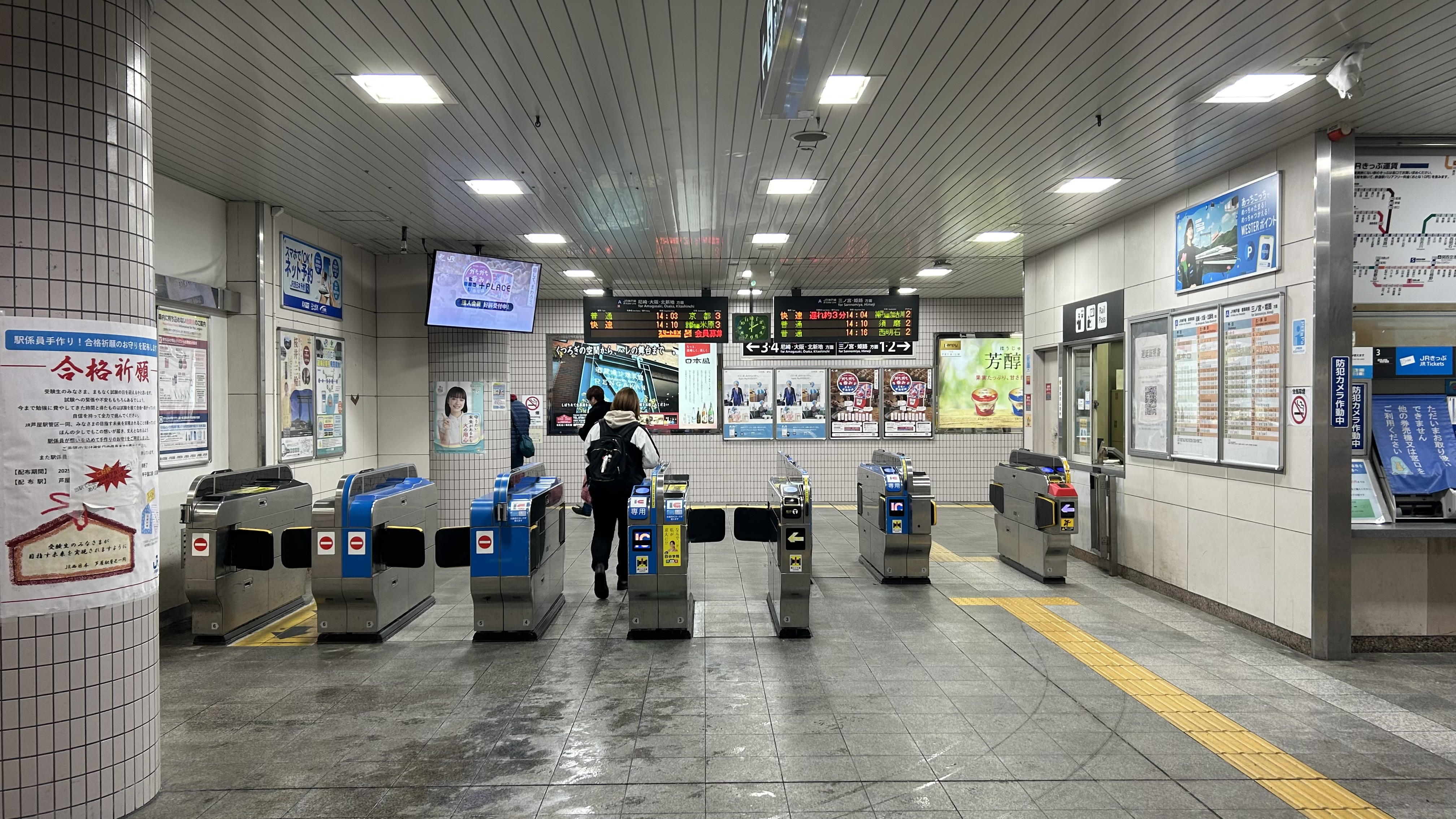
改札口
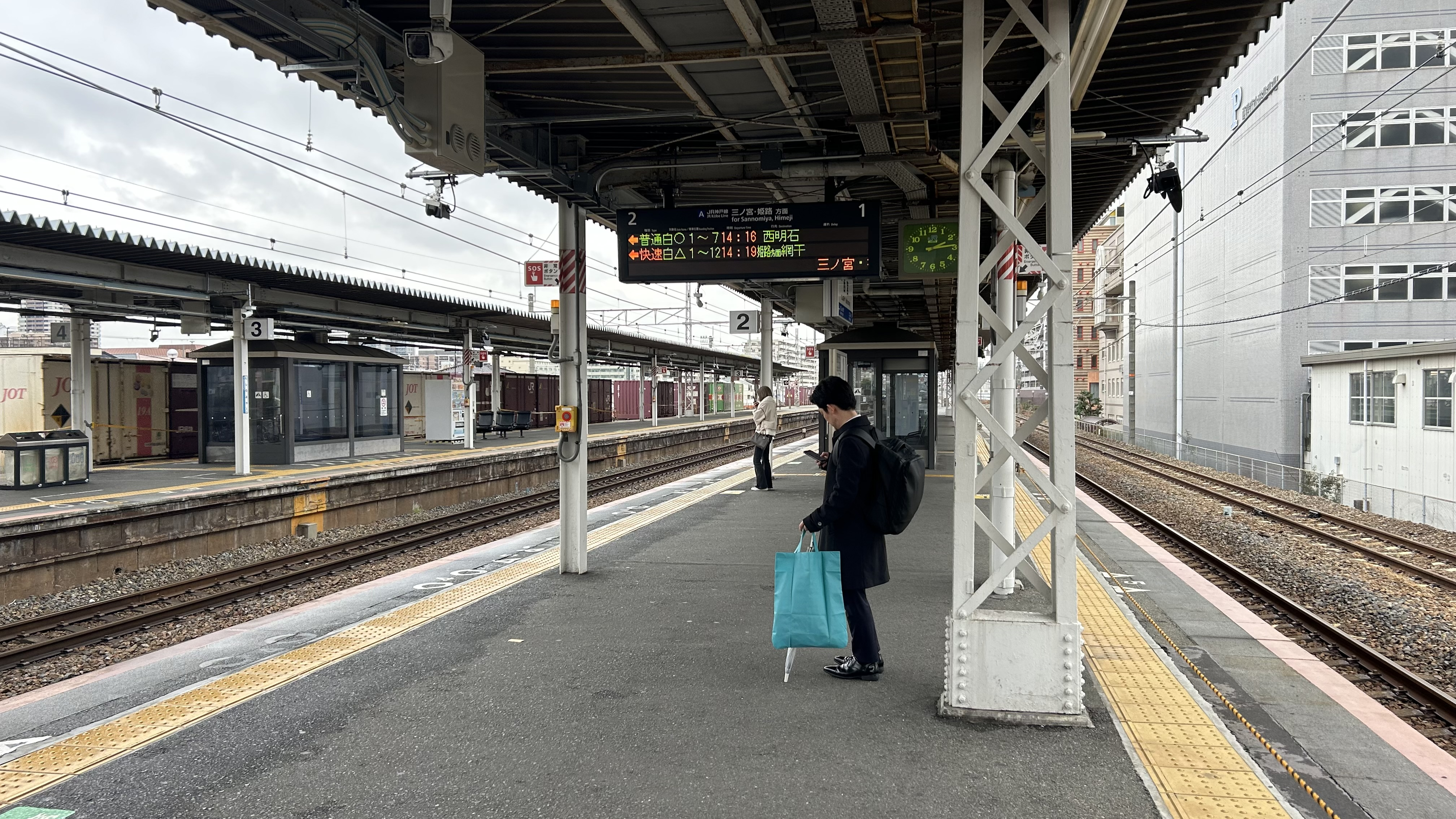
1・2番乗り場
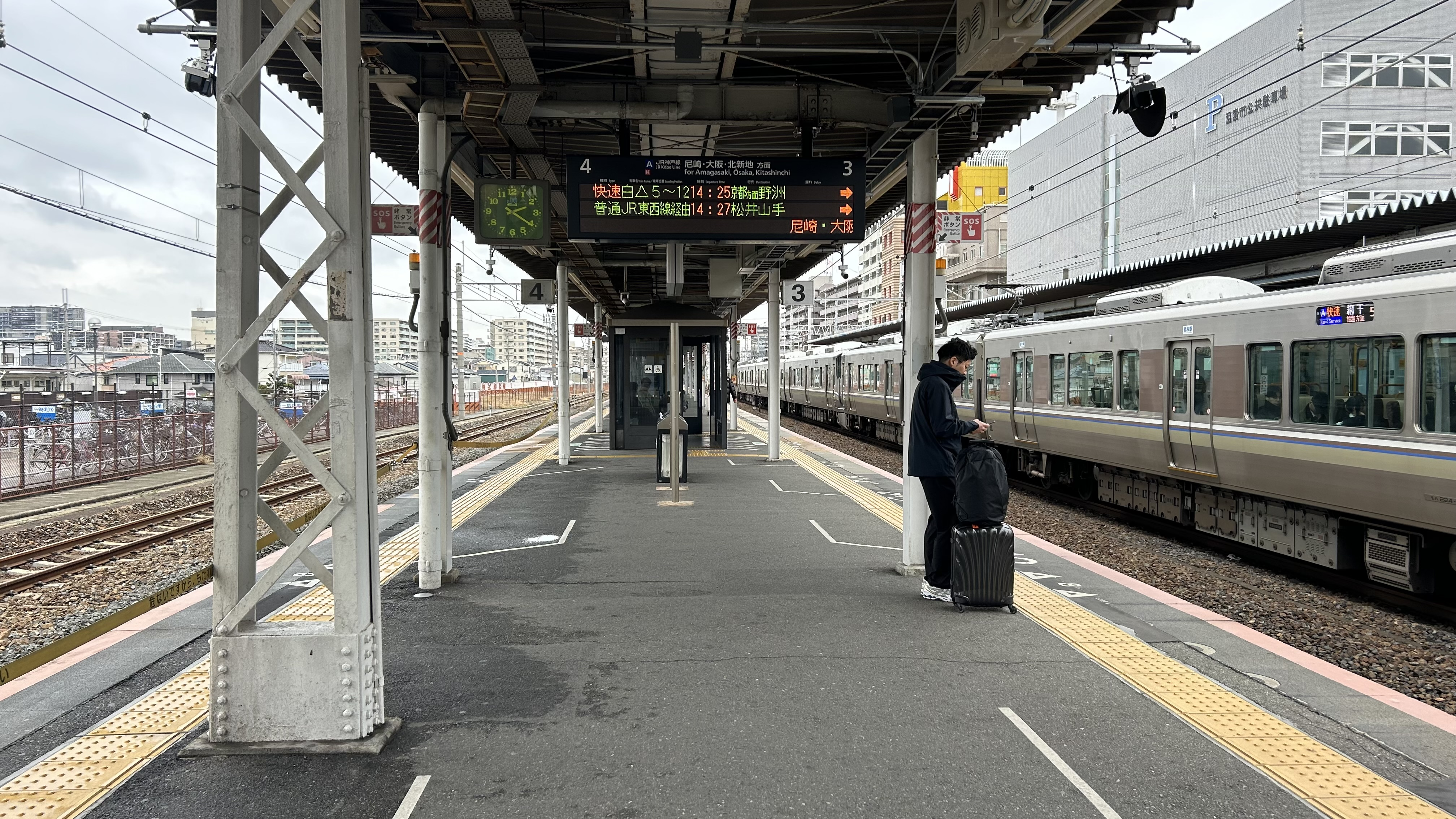
3・4番乗り場
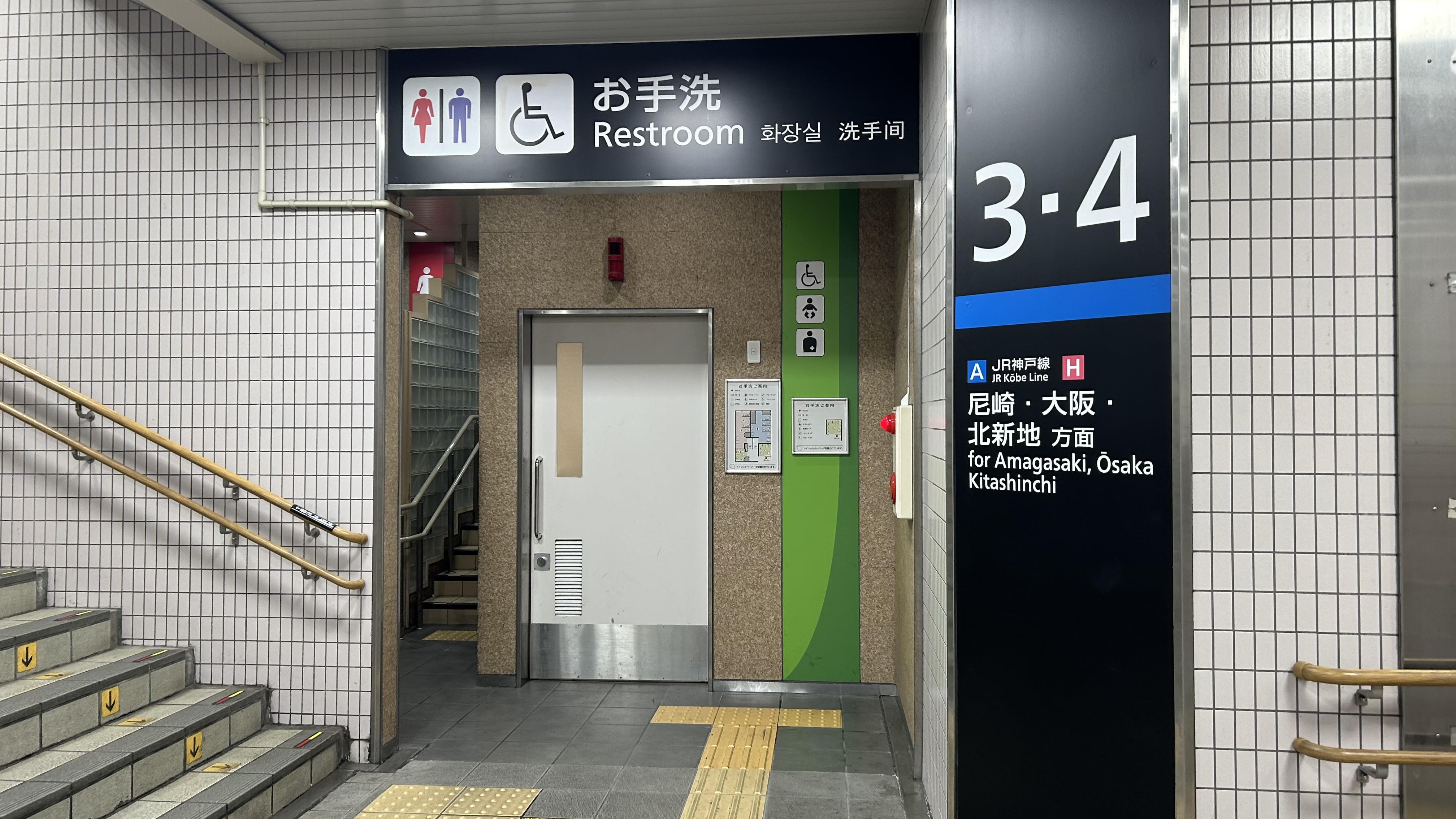
トイレ

## 利用状況
2022年（令和4年）度の1日平均乗車人員は17,685人である。
各年度の1日平均乗車人員は以下の通りである。
| 年度               | 1日平均 乗車人員 | 増加率 | 順位 | 定期利用状況 | 定期利用状況 | 出典           | 出典          |
| 年度               | 1日平均 乗車人員 | 増加率 | 順位 | 1日平均      | 定期率       | JR西日本       | 兵庫県        |
| ------------------ | ---------------- | ------ | ---- | ------------ | ------------ | -------------- | ------------- |
| 1995年（平成07年） | 17,103           |        |      | 9,907        | 57.9%        |                | [ 兵庫県 1 ]  |
| 1996年（平成08年） | 13,838           | -19.1% |      | 8,074        | 58.3%        |                | [ 兵庫県 2 ]  |
| 1997年（平成09年） | 14,192           | 2.6%   |      | 8,447        | 59.5%        |                | [ 兵庫県 3 ]  |
| 1998年（平成10年） | 15,172           | 6.9%   |      | 9,084        | 60.0%        |                | [ 兵庫県 4 ]  |
| 1999年（平成11年） | 16,059           | 5.8%   |      | 9,599        | 59.8%        |                | [ 兵庫県 5 ]  |
| 2000年（平成12年） | 16,735           | 4.2%   |      | 9,959        | 59.5%        |                | [ 兵庫県 6 ]  |
| 2001年（平成13年） | 17,241           | 3.0%   |      | 10,331       | 59.9%        |                | [ 兵庫県 7 ]  |
| 2002年（平成14年） | 17,483           | 1.4%   |      | 10,526       | 60.2%        |                | [ 兵庫県 8 ]  |
| 2003年（平成15年） | 18,097           | 3.5%   |      | 11,074       | 61.2%        |                | [ 兵庫県 9 ]  |
| 2004年（平成16年） | 18,823           | 4.0%   |      | 11,738       | 62.4%        |                | [ 兵庫県 10 ] |
| 2005年（平成17年） | 19,521           | 3.7%   |      | 12,375       | 63.4%        |                | [ 兵庫県 11 ] |
| 2006年（平成18年） | 20,447           | 4.7%   |      | 12,935       | 63.3%        |                | [ 兵庫県 12 ] |
| 2007年（平成19年） | 20,196           | -1.2%  |      | 12,804       | 63.4%        |                | [ 兵庫県 13 ] |
| 2008年（平成20年） | 20,237           | 0.2%   |      | 12,892       | 63.7%        |                | [ 兵庫県 14 ] |
| 2009年（平成21年） | 19,454           | -3.9%  |      | 12,626       | 64.9%        |                | [ 兵庫県 15 ] |
| 2010年（平成22年） | 19,483           | 0.1%   |      | 12,649       | 64.9%        |                | [ 兵庫県 16 ] |
| 2011年（平成23年） | 19,585           | 0.5%   |      | 12,828       | 65.5%        |                | [ 兵庫県 17 ] |
| 2012年（平成24年） | 19,738           | 0.8%   |      | 12,918       | 65.4%        |                | [ 兵庫県 18 ] |
| 2013年（平成25年） | 20,285           | 2.8%   |      | 13,384       | 66.0%        |                | [ 兵庫県 19 ] |
| 2014年（平成26年） | 20,129           | -0.8%  |      | 13,387       | 66.5%        |                | [ 兵庫県 20 ] |
| 2015年（平成27年） | 20,604           | 2.4%   | 50位 | 13,772       | 66.8%        | [ JR西日本 1 ] | [ 兵庫県 21 ] |
| 2016年（平成28年） | 20,845           | 1.2%   |      | 13,918       | 66.8%        |                | [ 兵庫県 22 ] |
| 2017年（平成29年） | 21,002           | 0.8%   |      | 14,032       | 66.8%        |                | [ 兵庫県 23 ] |
| 2018年（平成30年） | 20,897           | -0.5%  |      | 14,073       | 67.3%        |                | [ 兵庫県 24 ] |
| 2019年（令和元年） | 20,461           | -2.1%  |      | 13,890       | 67.9%        |                | [ 兵庫県 25 ] |
| 2020年（令和02年） | 16,321           | -20.2% | 49位 | 11,908       | 73.0%        | [ JR西日本 2 ] | [ 兵庫県 26 ] |
| 2021年（令和03年） | 16,688           | 2.2%   | 48位 | 11,805       | 70.7%        | [ JR西日本 3 ] | [ 兵庫県 27 ] |
| 2022年（令和04年） | 17,685           | 6.0%   |      | 12,004       | 67.9%        |                | [ 兵庫県 28 ] |

### 年間乗車人員
近年の1年間の乗車人員は以下の通り。なお下表内の数値の単位は全て「千人」である。
| 年度               | 年間乗車人員 | 年間乗車人員 | 出典          |
| 年度               | 総数         | 定期         | 出典          |
| ------------------ | ------------ | ------------ | ------------- |
| 2003年（平成15年） | 6,623        | 4,053        | [ 西宮市 1 ]  |
| 2004年（平成16年） | 6,870        | 4,284        | [ 西宮市 1 ]  |
| 2005年（平成17年） | 7,125        | 4,517        | [ 西宮市 1 ]  |
| 2006年（平成18年） | 7,463        | 4,721        | [ 西宮市 1 ]  |
| 2007年（平成19年） | 7,392        | 4,686        | [ 西宮市 1 ]  |
| 2008年（平成20年） | 7,386        | 4,705        | [ 西宮市 1 ]  |
| 2009年（平成21年） | 7,101        | 4,608        | [ 西宮市 2 ]  |
| 2010年（平成22年） | 7,111        | 4,617        | [ 西宮市 3 ]  |
| 2011年（平成23年） | 7,168        | 4,695        | [ 西宮市 4 ]  |
| 2012年（平成24年） | 7,204        | 4,715        | [ 西宮市 5 ]  |
| 2013年（平成25年） | 7,046        | 4,885        | [ 西宮市 5 ]  |
| 2014年（平成26年） | 7,347        | 4,886        | [ 西宮市 5 ]  |
| 2015年（平成27年） | 7,541        | 5,040        | [ 西宮市 5 ]  |
| 2016年（平成28年） | 7,609        | 5,080        | [ 西宮市 6 ]  |
| 2017年（平成29年） | 7,666        | 5,122        | [ 西宮市 7 ]  |
| 2018年（平成30年） | 7,627        | 5,137        | [ 西宮市 8 ]  |
| 2019年（令和元年） | 7,489        | 5,084        | [ 西宮市 9 ]  |
| 2020年（令和02年） | 5,957        | 4,346        | [ 西宮市 10 ] |
| 2021年（令和03年） | 6,091        | 4,309        | [ 西宮市 11 ] |
| 2022年（令和04年） | 6,455        | 4,381        | [ 西宮市 12 ] |

## 駅周辺
複合商業施設が並ぶ。

### 北口
- 西宮警察署
- 西宮神明郵便局
- 若竹公民館

### 南口
- タクシー乗り場
- フレンテ西宮（複合商業施設）
- 西宮駅前郵便局
- 西宮市消防局西宮消防署
- 西宮福祉センター
- 西宮卸売市場
- 西宮中央青果市場
- 兵庫県道58号西宮停車場線
- 国道2号
- 国道43号
- 兵庫ひまわり信用組合 西宮支店
- ドン・キホーテ 西宮店

## バス路線
阪急バスと阪神バスが発着。

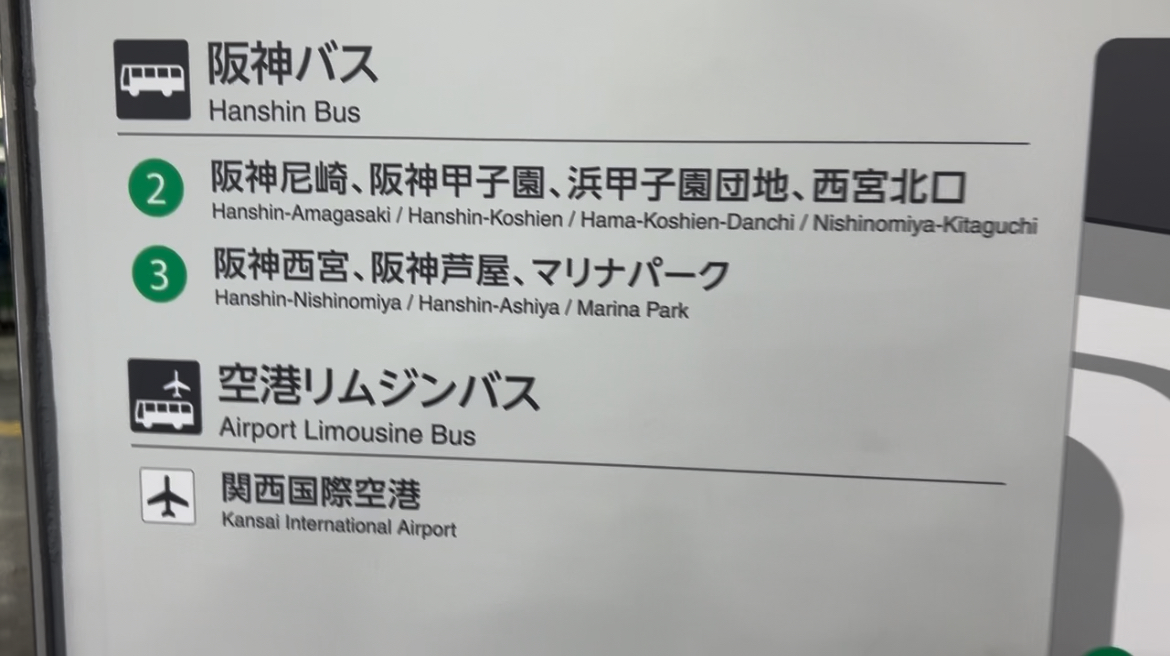
南口バス乗り場案内

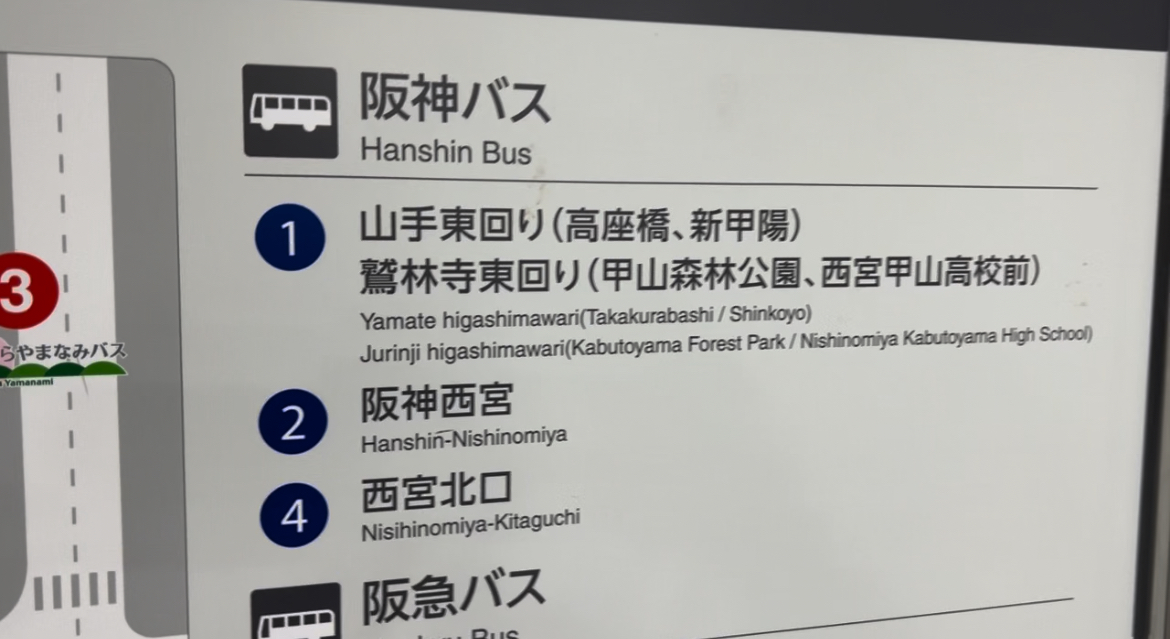
北口バス乗り場案内

南口については全て駅ロータリー内にあるが、北口については1番・2番のりばはロータリー内、3番・4番のりばは道路上にある。また、南口は1番は降車専用（事実上の欠番）となっている。
北口・南口ともに、土地区画整理事業によるロータリー完成までは道路上の停留所（北口は現在の3番・4番のりば、南口は現在の国道JR西宮駅前停留所）が駅への最寄の停留所となっていた。
北口の3番・4番のりばは、ロータリー完成後は用途を失ったため、さくらやまなみバスが運行開始するまで長期間休止していた。のち暫くはさくらやまなみバス専用ののりばとして稼働していた。

### 阪急バス
停留所名は「JR西宮駅」。全て北口に発着。
以下の一般路線のほかにさくらやまなみバスと呼ばれる西宮市コミュニティバスの運行も担当している。
| のりば | 路線       | 行先                             | 備考                                                                                   |
| ------ | ---------- | -------------------------------- | -------------------------------------------------------------------------------------- |
| 1      | 西宮市内線 | 11系統：阪急甲東園駅             | 平日23時台2本は深夜バス。上ヶ原六番町経由                                              |
| 1      | 西宮市内線 | 14系統：阪急甲東園駅             | 平日朝1本のみ運行。神戸女学院西門経由                                                  |
| 1      | 西宮市内線 | 19系統：阪急甲東園駅             | 朝夕のみ運行。愛宕山経由                                                               |
| 1      | 西宮市内線 | 7系統：阪急西宮北口駅            | 土休日朝1本のみ運行。中殿北公園（JR西宮駅北）経由                                      |
| 2      | 西宮市内線 | 24系統：朝凪町/誠成公倫会館      | 誠成公倫会館止まりあり。誠成公倫会館休館日は日中の一部便が運休                         |
| 2      | 西宮市内線 | 26系統：阪神西宮                 | 阪神バス西宮北口線との共同運行扱い（阪急バス便は1日3本のみ）                           |
| 3      | 西宮市内線 | 1系統：西宮甲山高校前            | 平日早朝1本のみ運行                                                                    |
| 3      | 西宮市内線 | 2系統：甲山墓園前                | 1日2本のみ運行                                                                         |
| 4      | 西宮市内線 | 24系統：阪急甲東園駅             | 西宮営業所前・阪急西宮北口駅経由                                                       |
| 4      | 西宮市内線 | 16系統：阪急甲東園駅             | 阪神バス西宮北口線と共同運行扱い（阪急バス便は1日3本のみ。阪急西宮北口駅・能登町経由） |
| 4      | 西宮市内線 | 1・2・11・19系統：阪急西宮北口駅 | 1・2系統は阪神バス西宮北口線と共同運行扱い（阪神バスの時刻表にも記載あり）             |

### 阪神バス
停留所名は北口が「JR西宮」、南口が「JR西宮駅南口」。
北口については3番のりばを除いた各のりばを阪急バスと共用。
| のりば | のりば | 路線         | 行先                    | 備考                                                       |
| ------ | ------ | ------------ | ----------------------- | ---------------------------------------------------------- |
| 北口   | 1      | 西宮山手線   | 2：東回り               |                                                            |
| 北口   | 1      | 鷲林寺線     | 7-2：東回り             | 朝の一部便はJRさくら夙川経由                               |
| 北口   | 2      |              | 阪神西宮                | 西宮山手線1・鷲林寺線7-1。西宮市役所前経由                 |
| 北口   | 2      | 西宮北口線   | 阪神西宮                | 阪急バス26系統と共同運行扱い（阪神バス便は土休日1本のみ）  |
| 北口   | 4      | 西宮北口線   | 西宮北口                | 阪急バス16系統と共同運行扱い（阪神バス便は土休日1本のみ）  |
| 南口   | 2      | 西宮団地線   | 浜甲子園団地            |                                                            |
| 南口   | 2      | 尼崎西宮線   | 阪神尼崎                |                                                            |
| 南口   | 2      | 西宮甲子園線 | 阪神甲子園              | 土休日1本のみ                                              |
| 南口   | 2      | 西宮浜線     | 西宮北口                |                                                            |
| 南口   | 3      | 西宮浜線     | マリナパーク/西宮浜中央 | 時間帯により経由地が異なる。深夜の一部便は西宮浜中央止まり |
| 南口   | 3      | 阪神西宮     |                         |                                                            |

### リムジンバス
阪神バス・関西空港交通・阪急観光バスの共同運行で関西国際空港行きのリムジンバスが発着。
のりばの番号表示はないが、阪神バス1番おりばと共用。停留所名は「JR西宮」。

## 隣の駅
西日本旅客鉄道（JR西日本）
 JR神戸線（東海道本線）
■新快速
通過
■快速
尼崎駅 (JR-A49) - 西宮駅 (JR-A52) - 芦屋駅 (JR-A54)
■普通（JR東西線・学研都市線内で区間快速となる列車を含む）
甲子園口駅 (JR-A51) - 西宮駅 (JR-A52) - さくら夙川駅 (JR-A53)

### かつて存在した路線
阪神電気鉄道
武庫川線（貨物専用区間）
西ノ宮駅（現・西宮駅） - 武庫大橋駅
※当該区間は阪神の列車は運行されておらず、国鉄の貨物列車のみが使用していた。

### 記事本文